# Władimir Nikitin (lekkoatleta)
Władimir Nikitin (ur. 5 sierpnia 1992) – rosyjski lekkoatleta, długodystansowiec.
Kontrola antydopingowa przeprowadzona w lipcu 2012 wykazała stosowanie przez Nikitina niedozwolonych środków, za co otrzymał on karę dwuletniej dyskwalifikacji (do 30 lipca 2014)

## Osiągnięcia
| Rok  | Impreza                                   | Miejsce | Konkurencja               | Pozycja    | Wynik |
| ---- | ----------------------------------------- | ------- | ------------------------- | ---------- | ----- |
| 2011 | Mistrzostwa Europy w biegach przełajowych | Velenje | bieg juniorów (6 km)      | 3. miejsce | 17:51 |
| 2011 | Mistrzostwa Europy w biegach przełajowych | Velenje | drużyna juniorów          | 2. miejsce |       |
| 2014 | Mistrzostwa Europy w biegach przełajowych | Samokow | bieg młodzieżowców (8 km) | 3. miejsce | 25:37 |
| 2014 | Mistrzostwa Europy w biegach przełajowych | Samokow | drużyna młodzieżowców     | 1. miejsce |       |